# Арсенальна вулиця (Київ)
Арсена́льна ву́лиця — вулиця в Печерському районі міста Києва, місцевість Печерськ. Пролягає від вулиці Генерала Алмазова до тупика.
Прилучаються вулиці Степана Ковніра, Лєскова і Мала Шияновська.

## Історія
Арсенальна вулиця виникла в 1-й половині XIX століття під такою ж назвою. За однією версією назва вулиці походить від розташованого на Печерську заводу «Арсенал», за іншою — від арсеналу, який у 1854 році було переведено до колишнього форту Нової Печерської фортеці.
Вулиця також фігурувала під назвою Зашия́нівський прову́лок, як прокладений за будинками домовласника Шиянова.
У 1941—1943 рр. носила назву Ріттер фон Гоберт-штрассе.

## Установи та заклади
- Державна інспекція з контролю за цінами по Київській області (№ 1-Б)
- Державний комітет України з питань регуляторної політики та підприємництва (№ 9/11)
- Державний комітет ядерного регулювання України (№ 9/1)
- Київський міський пологовий будинок № 1 (№ 5)
- Бібліотека для дітей Печерського району № 8 (№ 17)
- Посольство Малайзії в Україні (№ 18)

## Меморіальні дошки
На фасаді будівлі Інституту політичних і етнонаціональних досліджень ім. І. Ф. Кураса НАН України з боку Арсенальної вулиці встановлено меморіальні дошки Юрію Левенцю та Іванові Курасу

## Зображення

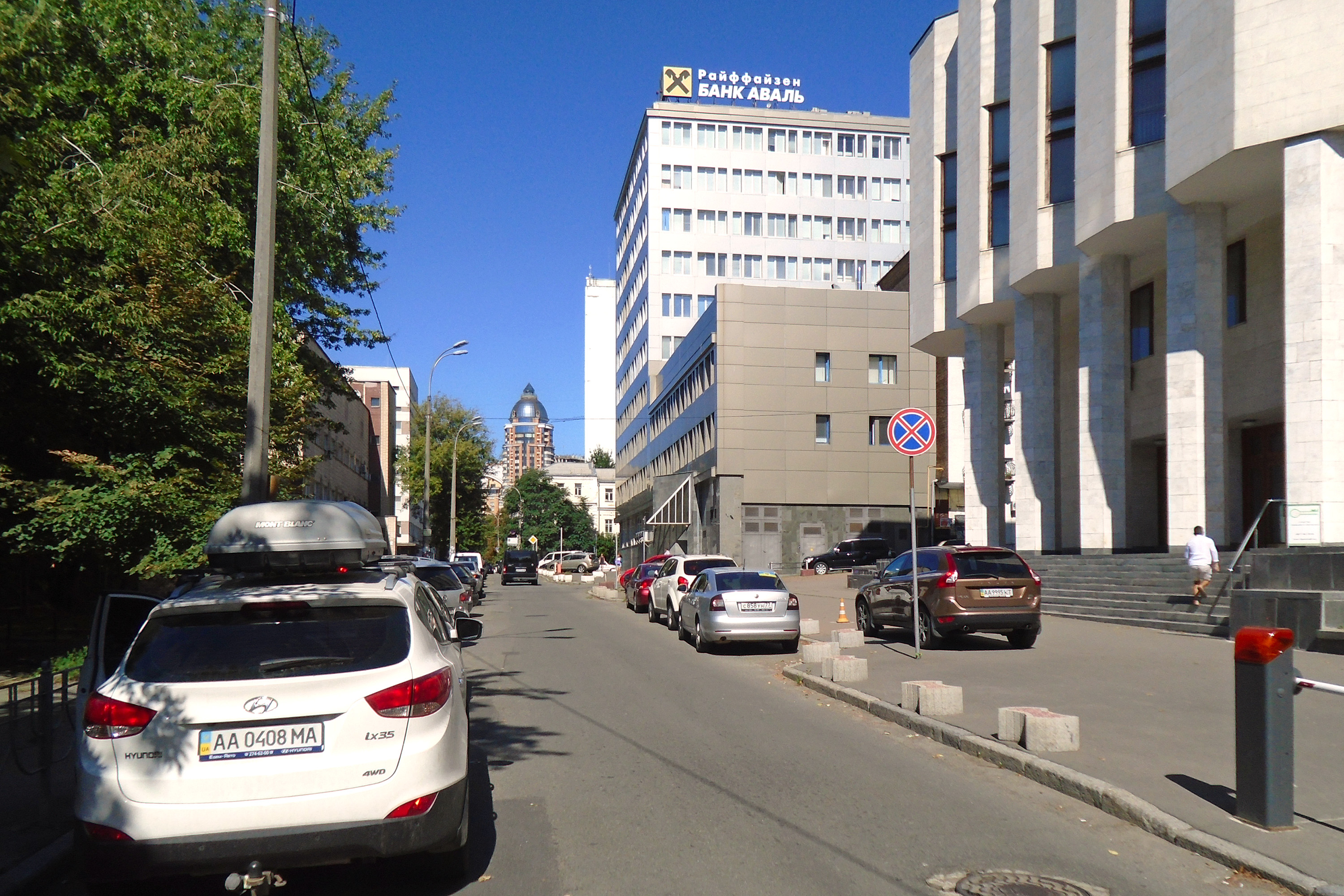
Початок вулиці
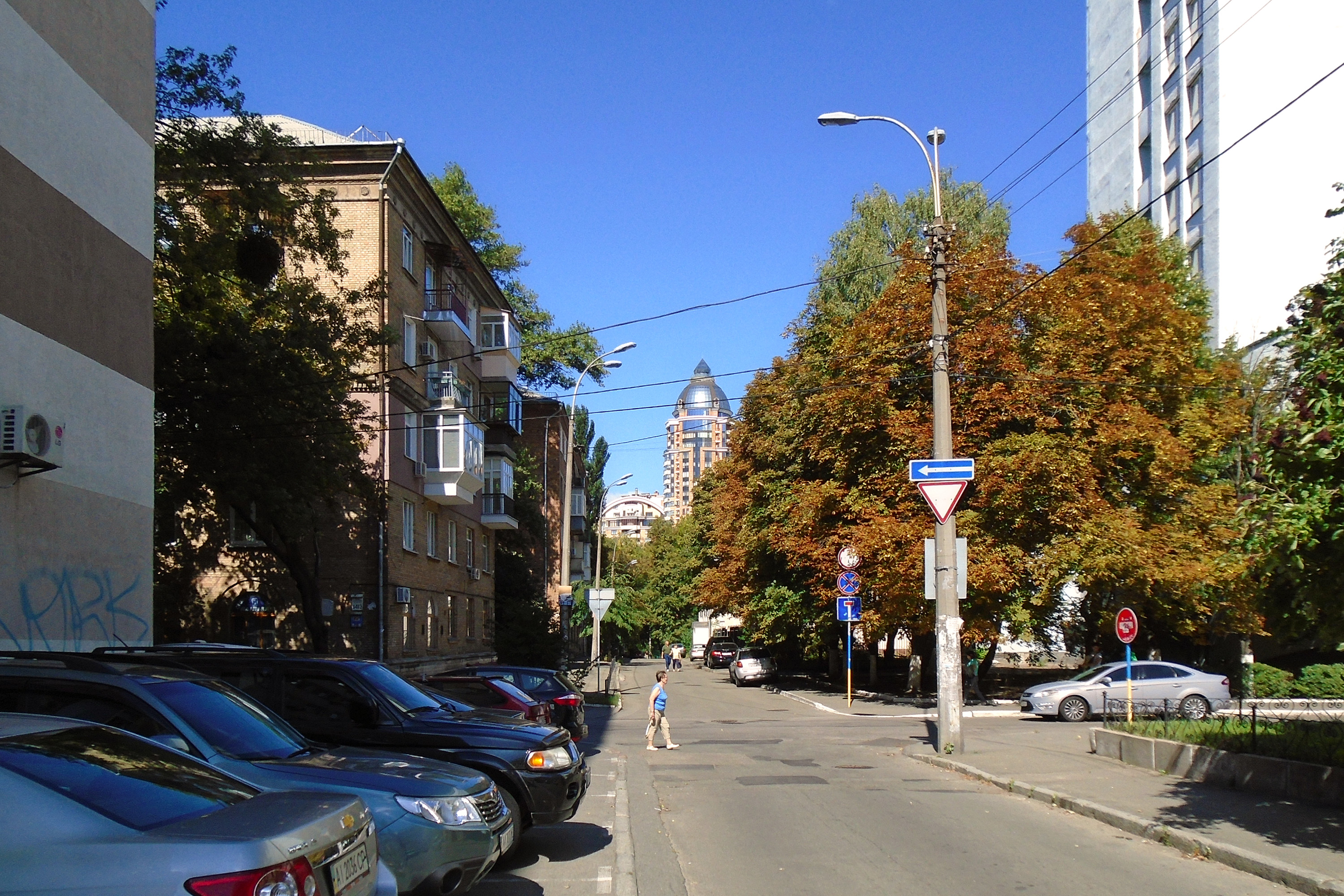
Поблизу перехрестя з вулицею Мала Шияновська
Меморіальна дошка Юрію Левенцю
Меморіальна дошка Іванові Курасу